# بنجامين بيلاش
بنجامين بيلاش (بالمجرية: Balázs Benjámin)‏ هو لاعب كرة قدم مجري، ولد في 26 أبريل 1990 في كابوشفار في المجر. شارك مع منتخب المجر تحت 21 سنة لكرة القدم. أما مع النوادي، فقد لعب مع فيتوريا دي غيماريش ونادي أويبست ونادي تيبليتسه.

## وصلات خارجية
- بنجامين بيلاش على موقع قاعدة بيانات كرة القدم.إي يو (الإنجليزية)
- بنجامين بيلاش على موقع Soccerway.com (الإنجليزية)
- بنجامين بيلاش على موقع AS.com (الإسبانية)